# Bruno Geneste
 (décembre 2023).
Si vous disposez d'ouvrages ou d'articles de référence ou si vous connaissez des sites web de qualité traitant du thème abordé ici, merci de compléter l'article en donnant les références utiles à sa vérifiabilité et en les liant à la section « Notes et références ».
Pour les articles homonymes, voir Geneste.
Bruno Geneste, né en 1960 à Pont-l'Abbé (Finistère), est un poète, écrivain et essayiste français de Bretagne.

## Biographie
D’une famille de marins, il a vécu à Penmarch toute son enfance et son adolescence.
Il fonde en 1992 les Éditions Blanc-Silex. Poète, il  propose des performances-lectures en Bretagne, en France et à l’étranger, Voix Vives (Sète), Maelstrom Festival (Bruxelles), Festival de Poésie actuelle à Cordes-sur-Ciel etc. Il collabore à de nombreuses revues (Mange-Monde, Spered Gouez / L'esprit sauvage, Sémaphore).
Cofondateur avec sa compagne Isabelle Moign du Festival de la Parole Poétique " Sémaphore"  à Moëlan-sur-Mer. Il est le responsable de la Maison de la Poésie du Pays de Quimperlé et directeur de la publication de la revue de réflexion Sémaphore, Centre de Recherche Poétique autour d'un surréalisme des grèves.
Avec le poète vociférateur Paul Sanda, le slameur belge Dom Massaut, Isabelle Moign, Gurvan Loudoux, il a fondé le collectif Les Anges du bizarre. Il collabore aussi avec l'électro-harpiste Andréa Seki et Catherine Dreau  à une création tribale et chamanique. Parution de l’Écume sur la musique Bardik Spring, album produit à Londres par Martin Glover. Il écrit aussi le texte Au plus près des limites/En tu Hont d'an Harzoù, je marcherai adapté par Alan Stivell dans son 24e album AMzer.
Il est le lauréat de la bourse de création d'avant garde Sarane Alexandrian 2014 décernée par la Société de Gens de Lettres pour son manuscrit coécrit avec Paul Sanda Les Surréalistes et la Bretagne, le Domaine des Enchanteurs[réf. nécessaire]. Il travaille, depuis des années,  avec le musicien  et artiste  visuel Loran Ran. Le duo propose  des concerts performances comme " le Train  des infinités  Froides" ou " la Symphonie des Albatros" partout en France  et à  l'étranger. Il est directeur de collection aux éditions La Rumeur  libre.

## Publications
ESSAIS
- L'homme de l'écume, préface de Patrick le Petit, postface de Paul Sanda, 2016
- Extension des forces errantes de l'Atlantique, essai sur une poétique des contours, préface de Paul Sanda, Les Éditions Sauvages (collection La Pensée Sauvage), 2014
- Fragments d'une poétique des contours, Les Éditions sauvages (collection La Pensée Sauvage), 2008
- Ouessant, l'(H)ermitage des grands vents, avec Paul Sanda, éditions Rafael de Surtis, 2013
- Les surréalistes et la Bretagne, le domaine des enchanteurs, coécrit avec Paul Sanda, Editinter, 2015
- La route selon Jack Kerouac, préface Louis Bertholom, éditions des Montagnes Noires, 2018.
- L'homme selon Xavier Grall, préface Paul Sanda.
- Un siècle d'écrivains à Pont Aven et ses environs, coécrit avec Paul Sanda, Editions des Montagnes Noires, 2020.
- Révélations Secrètes sur la Magie et la Sagesse des Druides, coécrit avec Paul Sanda, éd. Trajectoire, 2021.
- Le Manifeste du Surréalisme des Grèves, éd. La Rumeur libre 2022

- Les écrivains et Cordes-sur-Ciel, co-écrit avec Paul Sanda, éd. Rafael de Surtis 2022.

"Ouessant, l'hermitage  des Grands  Vents" co-écrit  avec Paul Sanda, éd. Les Montagnes  noires 2022.
"Sur la Route Poétique  du Rock" éd. Camion blanc 2023.
"Le Vent selon Dylan" préface Jean Azarel, éd. La Rumeur libre 2024
POÉSIES
"Le train des infinités  froides" éd. Plaine Page 2023.
"Main Eros, suivi des Masses blanches", éd. Sémaphore.2022
- Les Îles du Silence, coécrit avec Paul Sanda, ed Rafael de Surtis. 2021

- Artika Nadja, préface de Marc-Henri Arfeux, Les Editions Sauvages (collection Askell), 2018

- Mohamed Ali, suite poétique en 15 round avec Paul Sanda, éditions Maelström 2018

- Corps Magnétique avec Vincent Calvet, éditions Rafael de Surtis, 2016

- Rituel du Roi Lézard, stèle pour Jim Morrison, avec Paul Sanda, éditions Rafael De Surtis, 2016
- Feu-Animal, avec la peintre Maël Nozahic, éditions A-Over (Lyon), 2016

- De l'écume, avec une illustration de couverture d'André Jolivet, éditions Maelstrom (Bruxelles), coll.bookleg, 2016

- Reflets de varech, acryliques de Lydia Padellec, tirage limité, numéroté et signé, éditions de la Lune bleue, 2014

- Baltique, Oiseau de Froid, éditions Rafael de Surtis, 2014

- L’écho des feuilles - Forêt d'Ecorce Sonore, avec Isabelle Moign, Les Editions Sauvages, 2011

- Le Ciel Remue l'Enigme, éditions Rafael de Surtis, 2010

- Au plus près des limites, éditions Les Chemins bleus, 2009

- Paysage d'os et de fumée, livre d'artiste avec Yves Picquet, éd. Double Cloche, 2008

- Lisière d'ombre, éd. Les Chemins Bleus, 2008

- L'archipel du vide, illustrations Gabriel Lalonde, éd. Mona Kerloff, 2007

- Carnet de Neige, éd. Éclats d'encre, 2006

- Merveilleux kaolins, photographie de Jean-Yves Gloaguen, Éd. Blanc-Silex, 2004

- Rituel nomade suivi de Neige et fumée, Éd. Blanc-Silex, 2002

- Élan vers la lumière, avec le graveur Maya Mémin, 2000

- Un jour, avec le peintre Hans Binn, Éd. Boijerie, 1998

- Topographie du rivage, peintures de André Jolivet, livre unique, Éditions Voltije, 1998

- Gallizenae, avec Tugdual, Éd. Atelier Tugdual, 1997

- Sanctuaire du milieu des vents, préface de Marie-Josée Christien, Éd. L’Authenticiste, 1998

- Lumière d’un peintre, avec le peintre René Barraud, Éd. Blanc-Silex, 1995

- Signe du couchant, avec le sculpteur Jean-Loup Le Cuff, Éd. Boijerie, 1995

- Précis de médecine, avec le plasticien André Jolivet, Éd. Voltige, 1995

- Les veines du silence, Éd. Blanc-Silex, 1990

ROMANS
- Lanig, Pirate Bigouden, éditions Les Chemins bleus, 2010
- Complot sur l'île Saint-Nonna, éditions Les Chemins bleus, 2010
- Le Mystère de Pors Carn, éditions Les Chemins bleus, 2009
- L'aile rouge des sables, éditions Les Chemins bleus, 2008
- Le cercle des pierres noires, éd. Les Chemins Bleus, 2007

7h00
RÉCITS
- La Transbigoudène Route des Confins, éd. Les Montagnes noires, 2021.
- Le Monde selon Jim éditions Maelström 2021

LIVRE HOMMAGE
- Glenmor terre insoumise aux yeux de mer, avec Louis Bertholom, Éd. Blanc-Silex, 1997
- Nous te souvenons Glenmor avec Louis Bertholom, collectif, éditions les Montagnes noires 2016

ANTHOLOGIES
Voix Vives de Méditerranée en Méditerranée, éd. Bruno Doucey 2016
Voix Vives de Méditerranée en Méditerranée, éd. Bruno Doucey 2022
De La Grâce, Bruno Doucey et Thierry Renard, éd. Bruno Doucey 2024

## Distinctions
- Prix Marc Sabathier Levêque 2013 pour l'ensemble de son œuvre poétique et sonore au Festival des Poésies Actuelles à Cordes sur Ciel.
- Label Spered Gouez en 2011 pour son récital Le Ciel Remue L’Énigme.
- Lauréat de la bourse de création d'avant garde Sarane Alexandrian 2014 décernée par la Société de Gens de Lettres pour son manuscrit coécrit avec Paul Sanda Les Surréalistes et la Bretagne, le Domaine des Enchanteurs.
- Pour la deuxième fois le Prix Marc Sabathier Levêque 2015, pour Baltique, oiseau de froid, éditions Rafael de Surtis/Festival des Poésies actuelles à Cordes sur Ciel en juillet 2015.

## Pour approfondir

#### Entretiens
- De Neige et d'Ecume volume 3 entretiens croisés sur la Poésie, avec Serge Torri, éditions Rafael de Surtis 2014
- De Neige et d'Ecume, Volume 2 - Entretiens croisés sur la Poésie, avec Serge Torri, éditions Rafael de Surtis, 2012
- De Neige et d'Ecume - Entretiens croisés sur la Poésie, avec Serge Torri, éditions Rafael de Surtis, 2011